# Cropelia
Cropelia är ett släkte av skalbaggar. Cropelia ingår i familjen vivlar.
Kladogram enligt Catalogue of Life:
| Cropelia | \| \| Cropelia punctata \| \| \| \| |
|          | \| \| Cropelia punctata \| \| \| \| |
|          | Cropelia punctata                   |
|          |                                     |